# Roswell Park

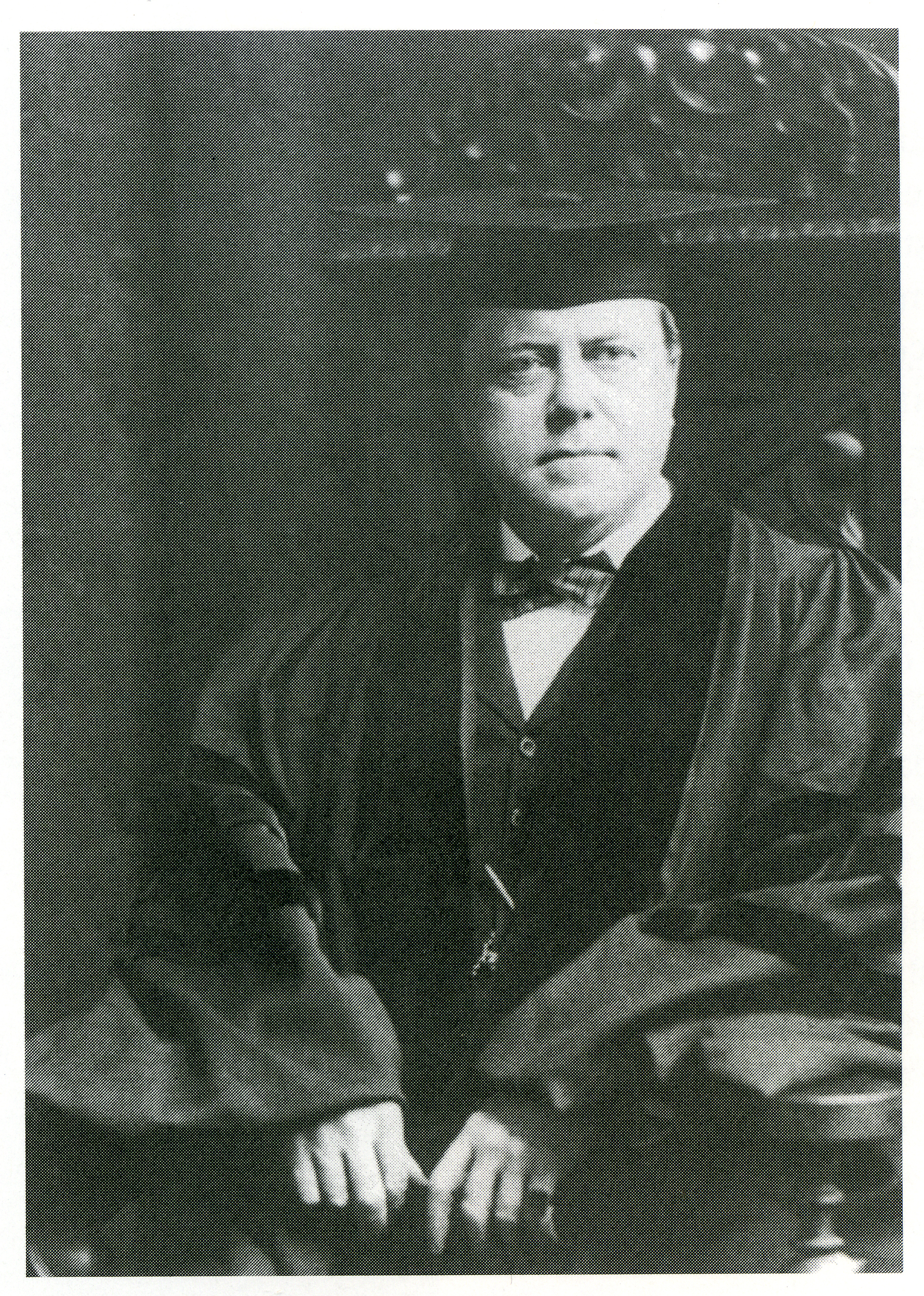
Roswell Park

Roswell Park (ur. 4 maja 1852 w Pomfret, zm. 15 lutego 1915) – amerykański lekarz, chirurg, twórca Gratwick Research Laboratory, przekształconego w działający do dziś Roswell Park Cancer Institute. Profesor chirurgii w University of Buffalo Medical School, chirurg w Buffalo General Hospital.